# Myrland
Myrland est une localité du comté de Nordland, en Norvège.

## Géographie
Administrativement, Myrland fait partie de la kommune de Flakstad.